# Vouauxiella pithospora
Vouauxiella pithospora är en lavart som först beskrevs av Cavalc. & Maia, och fick sitt nu gällande namn av B. Sutton 1980. Vouauxiella pithospora ingår i släktet Vouauxiella, divisionen sporsäcksvampar och riket svampar.   Inga underarter finns listade i Catalogue of Life.